# 현대 스텔라
현대 스텔라 (Hyundai Stellar)는 1983년 5월부터 1997년 1월까지 현대자동차에서 생산된 후륜구동 방식의 중형 승용차이다. 차명인 스텔라는 라틴어 'stellaris'에서 유래한 것으로 '별의', '중요한', '우수한', '일류의' 등이란 뜻이 있으며, 참신한 이미지와 세련된 품위, 뛰어난 기능을 지닌 승용차라는 의미이다. 또한 대한민국에서 단일 모델 승용차로는 가장 오랫동안(약 13년)간 생산된 차량이기도 하다.

## 1세대(Y)

### 스텔라 (1983년5월~1997년1월)
1983년 5월에 코티나의 후속 차종으로 출시되어 7월부터 출고가 시작되었다. 현대자동차는 이전 기술제휴 관계이던 포드와 더 이상 계약 연장이 불가능해지리라 판단, 포니에 이은 고유모델 개발에 착수한다. 그리하여 1979년부터 개발 비용에만 20억 원, 총 270억 원을 투자해 스텔라를 선보인다. 비록 코티나 마크 V의 서프 프레임 모노코크 후륜구동 플랫폼과 4단 수동변속기에 새로운 제휴선이던 미쓰비시의 새턴 엔진을 탑재하였지만, 일체성형식 차체는 현대자동차가 독자 개발하였다. 디자인은 포니의 디자인을 담당하였던 조르제토 쥬지아로(Giorgetto Giugiaro)가 맡았다. 직선을 강조한 분위기와 쥬지아로의 미니멀리즘 디자인 철학이 엿보이는 웨지 (wedge)형 스타일을 적용해 디자인뿐만 아니라 연비 향상에도 도움을 주었다. 실내공간도 당시 기준으로 여유로웠는데 길이 1,880mm, 넓이 1,436mm, 높이 1,105mm으로 포니의 좁은 공간에 불만을 가진 고객의 수요를 스텔라가 가져갔다. 포드에 제공하던 로얄티 지출 비용을 상당수 절감하여 가격은 기존의 마크 V 코티나와 50만 원 낮았지만 당시 정부에서 시행한 특소세 때문에 680만 원으로 책정되었다. 바디 타입은 일반 자가용 및 영업용 택시 등으로 출시된 세단형과 경찰차로만 출시된 스테이션 왜건형이 있다. 1983년 8월 27일에 출시된 LPG 택시는 1986년 아시안 게임과 1988년 올림픽 수요를 위해 택시 중형차 시대를 열게 된다. 초기에는 배기량 1,439cc의 4G33 OHC 엔진과 1,597cc 4G32 OHC 엔진이 장착되었지만, 1985년 2월에 1,500cc 새턴 엔진으로 통일되었다. 이 배기량 1,499cc 엔진은 미쓰비시에서 설계한 4G31 새턴 직렬 4기통 OHC 롱 스트로크 엔진으로서 현대자동차는 미쓰비시에서 기술 지도만 받고 라이선스 생산하였다. 이 엔진은 2가지 기화기가 적용되었는데 하나는 스트론버그식 싱글 기화기, 그리고 SU식 트윈 기화기를 사용하였다. 실린더 헤드는 알루미늄을 사용하였고, 엔진 블록은 주철에 5 베어링 크랭크축이 적용되었다. 캠샤프트 구동 방식은 체인방식을 적용했고 또 반구형(헤미) 헤드를 적용, 열손실을 줄이고 밸브 크기를 키워 적은 기화기 방식에 낮은 배기량에서도 높은 출력을 얻도록한 설계이다. 그러나 1984년부터 1986년 사이에 출시되었던 스테이션 왜건형에는 1,600cc 엔진이 장착되었다.
고급형인 프리마 트림의 경우 3-Way 스피커와 AM/FM 카세트 라디오, 185/70SR13 평판 타이어, 고급직물천정까지 장착했다. 스텔라는 계약 90일만인 9월 2일 1만대를 돌파하게 되고 연간 3만대를 생산, 그중 7천대를 유럽(영국, 이탈리아 등)에 수출을 달성하며 캐나다 진출에도 성공, 캐나다 수입차중 월간 판매율 1위를 달성하기도 한다. 스텔라는 수출하기 이전에 여러 테스트 공인기관 및 정부 자동차 시험에 합격했는데 그중 유럽 수출 당시 포니를 테스트한 MIRA(Motor Industry Research Association)와 EEC에서 진행한 70톤 콘크리트에 53km/h으로 추돌하는 시험을 진행하였다. 이때 문이 열려버리거나 사고 이후 문이 열리지 않으면 시험을 통과할 수 없는 조건이다. 거기에 조향장치 및 핸들이 충돌시 12.7cm 이상 뒤로 물러나면 탈락하게 된다. 스텔라의 경우 충격흡수식 조향축을 적용해 11cm까지만 물러나와 합격하였다. 브레이크 테스트도 하는데 그 기준은 80km/h시 50kg의 답력으로 브레이크를 밞았을 때 제동거리가 50.66m 이내여야하고 주차 브레이크 테스트에서는 20% 경사에서 40kg의 답력으로 제동이 가능해야하다. 스텔라는 브레이크 부스터와 전후륜용 브레이크 유압회로가 분리된 2중 회로 방식을 적용해 설령 회로 한개가 망가져도 멀쩡한 회로로 제동이 가능하게 설계하였다. 또한 환경규제에도 적합하게 배기가스 테스트를 실시, 일산화탄소, 탄화수소, 질소산화물등의 배출량을 측정, 스텔라 1600의 경우 km당 CO 21.137g, HC과 NOx의 경우 16.755g을 배출했다. 소음 테스트까지 진행하게 되는데 80dB 미만이 규정으로서 스텔라의 경우 74.6~77.8dB을 기록했다. 캐나다 수출도 마찬가지로 CMVSS에 비슷한 방식의 테스트를 통과해야 했다.
스텔라의 엄청난 수요 덕분에 8대2 수준이였던 소형차 중형차 시장 점유율이 1달만에 7대3으로 바뀌게 된다. 거기에 1986년에는 대우의 로얄 시리즈의 추격을 완전히 물리치고 중형차 시장 점유율 80%을 달성하는 쾌거를 달성하기도 한다. 현대는 이후 캐나다 수출용 모델을 국내에 스텔라 CXL (Canada Export Limited)이라는 이름으로 시판했는데, 일반 스텔라와 다르게 5 마일(5MPH) 범퍼을 장착했다. 이 범퍼는 특수 플라스틱, 폴리우레탄, 그리고 강철 프레임으로 이루어진 3중 구조를 적용하여 당시 미국과 캐나다에서 시행된 5 마일까지 충돌시 범퍼 손상이 없어야하는 조건을 충족했다. 그 이외에도 '고급' 모켓시트나 완전투과 조명식 계기판과 클러스터 하우징, 파워 안테나를 장착한 스텔라의 고급형 모델으로 판매되었다.
1985년 11월에는 스텔라를 기반으로, 배기량 1,800cc와 2,000cc 4G63 시리우스 엔진을 얹은 고급 차종인 쏘나타가 출시되었다. 이 엔진은 기존의 새턴 엔진과 헤드, 블록의 소재는 같지만 시소식 로커암을 적용했고 밸트 구동에 유압식 테핏을 적용한 12밸브 엔진이며, MPI는 아니다. 쏘나타를 기점으로 스텔라에도 고급화 및 현대화를 진행해 차량의 좌우 흔들림을 방지해주는 펜하드 로드가 후륜 서스펜션에 추가되었고 원가절감을 이유로 더블위시본에서 맥퍼슨 스트럿 방식의 전륜 서스펜션으로 변경한다. 브레이크 또한 벤틸레이트 디스크와 9인치 부스터가 추가되고 ETACS(Electronic Time&Alarm Control System)이 새롭게 적용되어 전자식 시간, 경보 제어장치를 적용해 시간조절 간헐식 와이퍼, 워셔 연동 와이퍼, 반도어 경고, 잔광식 실내등, 주차 브레이크 경고, 뒷열선유리 타이머, 원터치식 파워윈도우 타이머등을 제어하는 역할을 한다. 또한 촉매도 적용해 강화된 환경 기준에도 대응하였다. 1990년 6월에는 2세대 쏘나타에 장착된 컴퓨터 제어 포트 분사(EGI) 방식의 1,800cc 4G63 시리우스 MPI 엔진을 장착하였으나, 이미 출시된지 7년이 지나 큰 인기를 얻지는 못하였다. 같은 해 10월에 한 단게 아래 등급이자 대체 차종인 전륜구동 방식의 엘란트라가 시판된 후에도 스텔라는 병행 생산하다가 자가용의 경우는 1992년에 상급차종인 쏘나타 (Y2) (1.8 GLi 최하위 트림 기준)에 병행되는 형식으로 입자가 좁아지며, 고급 트림사양을 없애고 가격을 낮추어 경제형 승용차로 출시했다가 1992년에 단종되었다. 그러나 영업용 택시의 경우는 꾸준한 수요가 이어져 1997년 1월에 완전히 단종되었다. 스텔라가 단종된 후부터 2008년 1월에 제네시스가 출시될 때까지 한동안 현대자동차에서 후륜구동 방식의 승용차는 없었다. 1988 서울 올림픽 대회의 공식 차량으로 쓰였으며, 이를 기념한 88 트림 이외에 초창기의 고급 트림인 프리마, 캐나다 수출용 CXL, APEX, GX 등 매우 다양한 트림이 시판되었다.
스텔라의 스테이션 왜건은 민수용으로 시판하지 않고 전량 관용으로 납품했다. 그래서 대한민국산 스테이션 왜건 중 후륜구동 기반 모델은 G70 슈팅 브레이크가 나오기 전까지 오랫동안 비어 있었다.

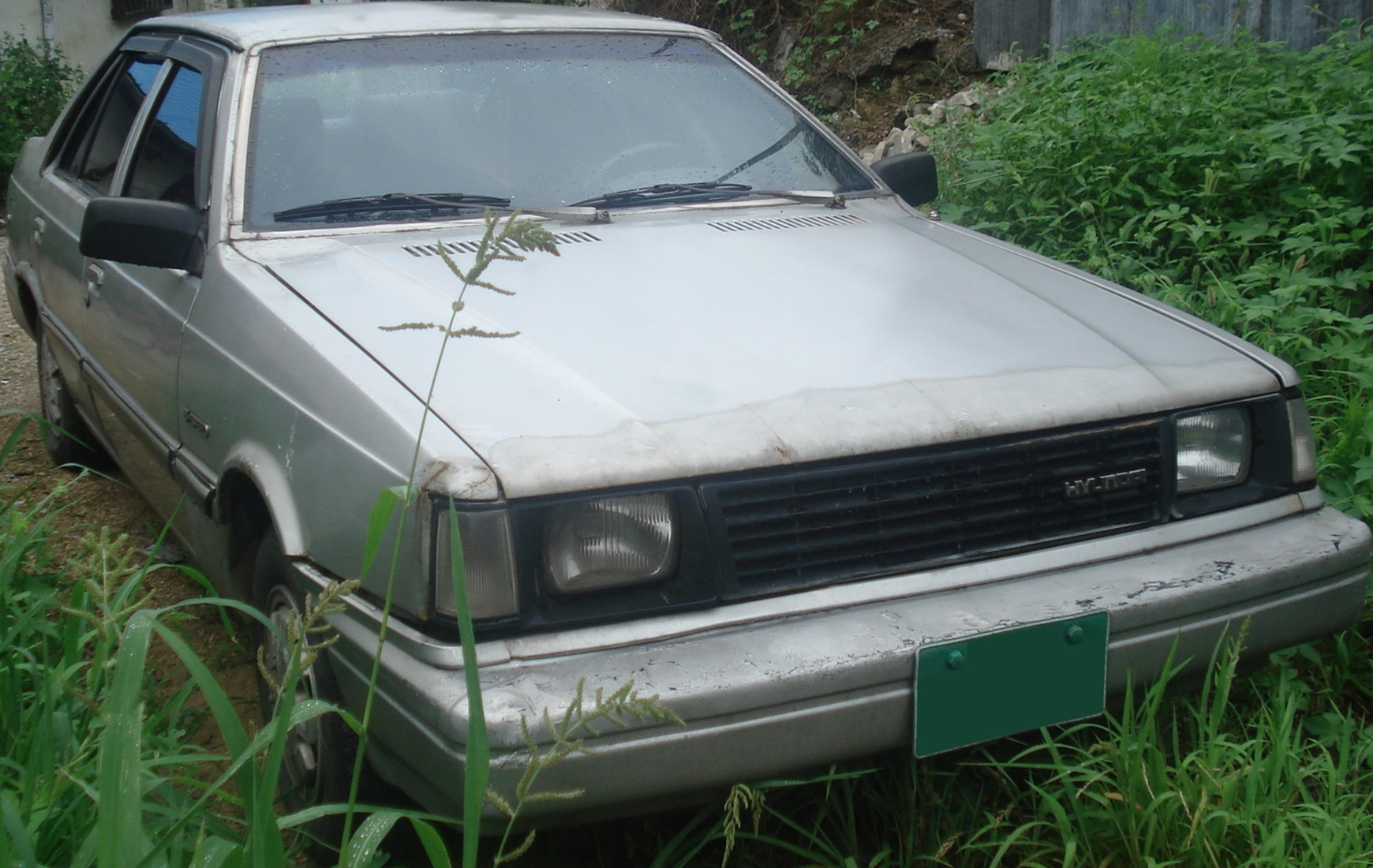
현대 스텔라 GX 정측면
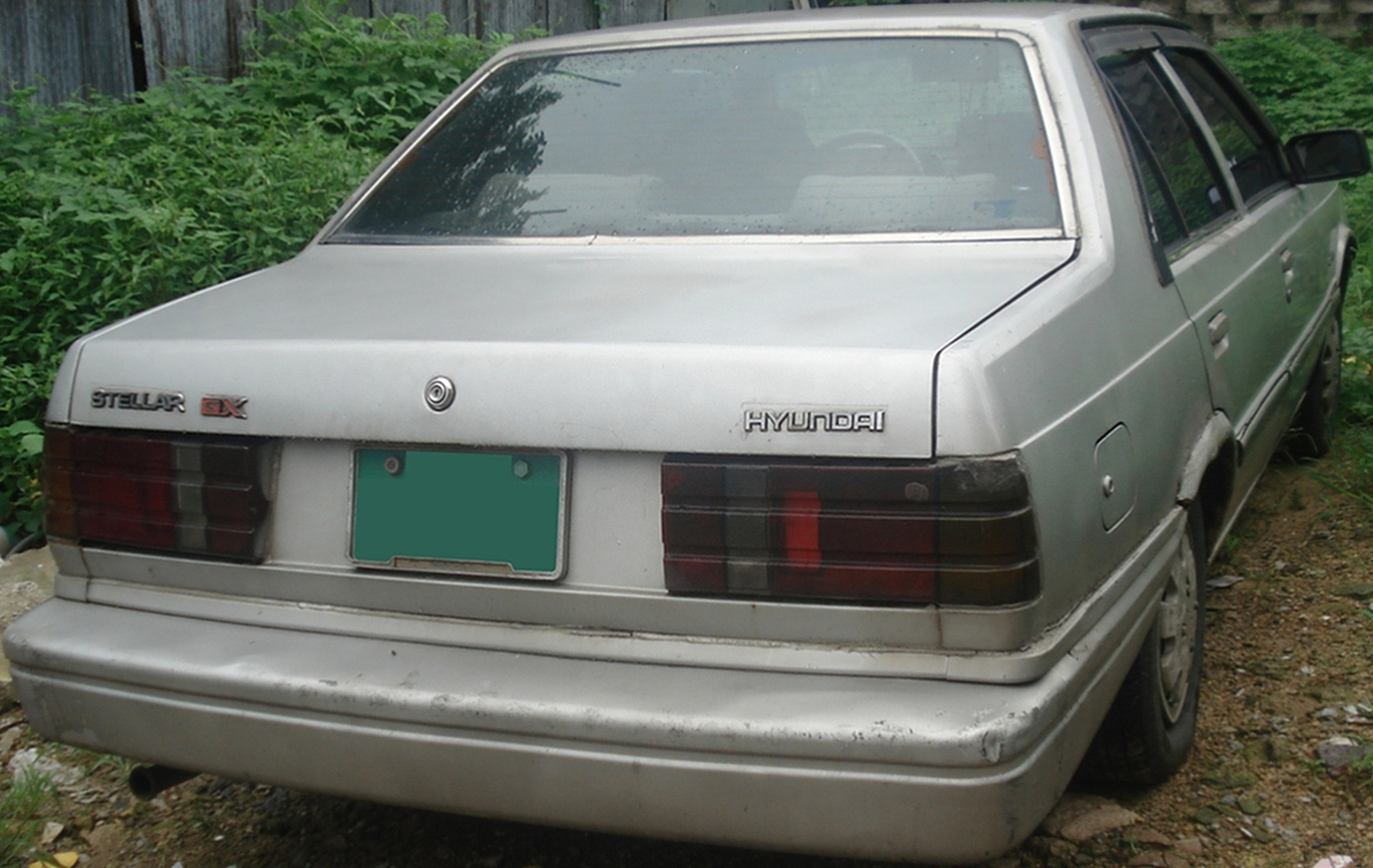
현대 스텔라 GX 후측면
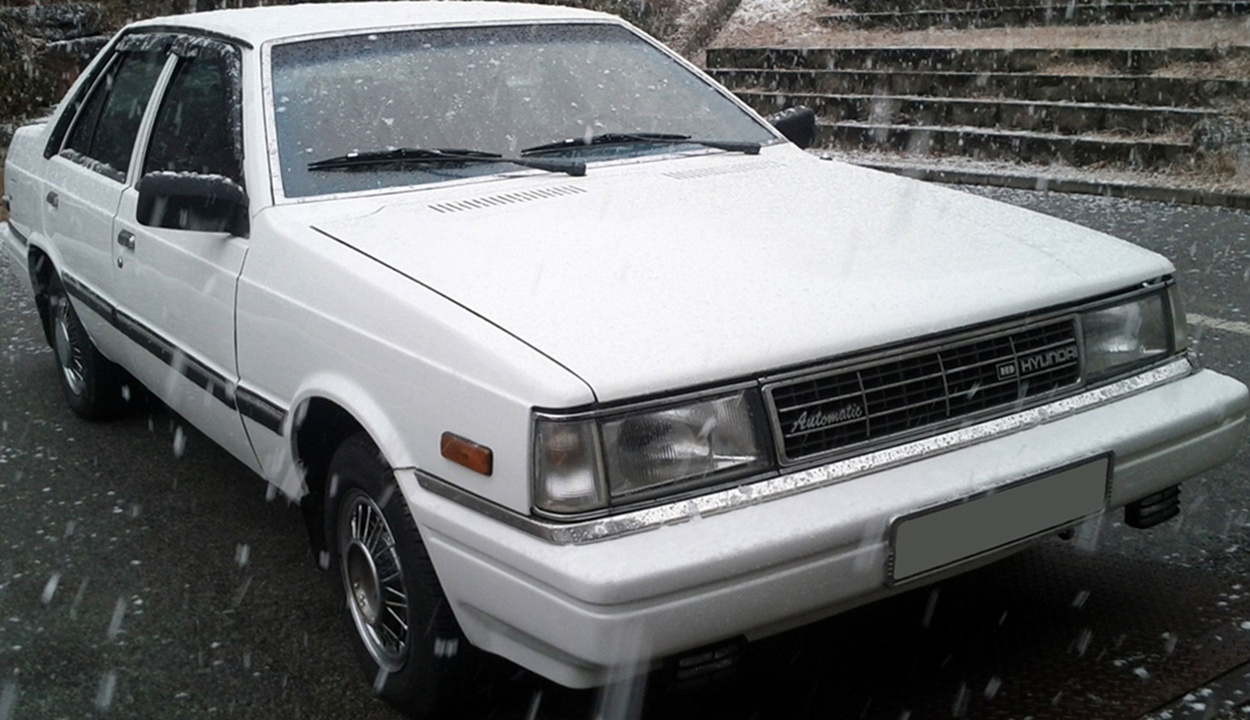
현대 스텔라 88 정측면
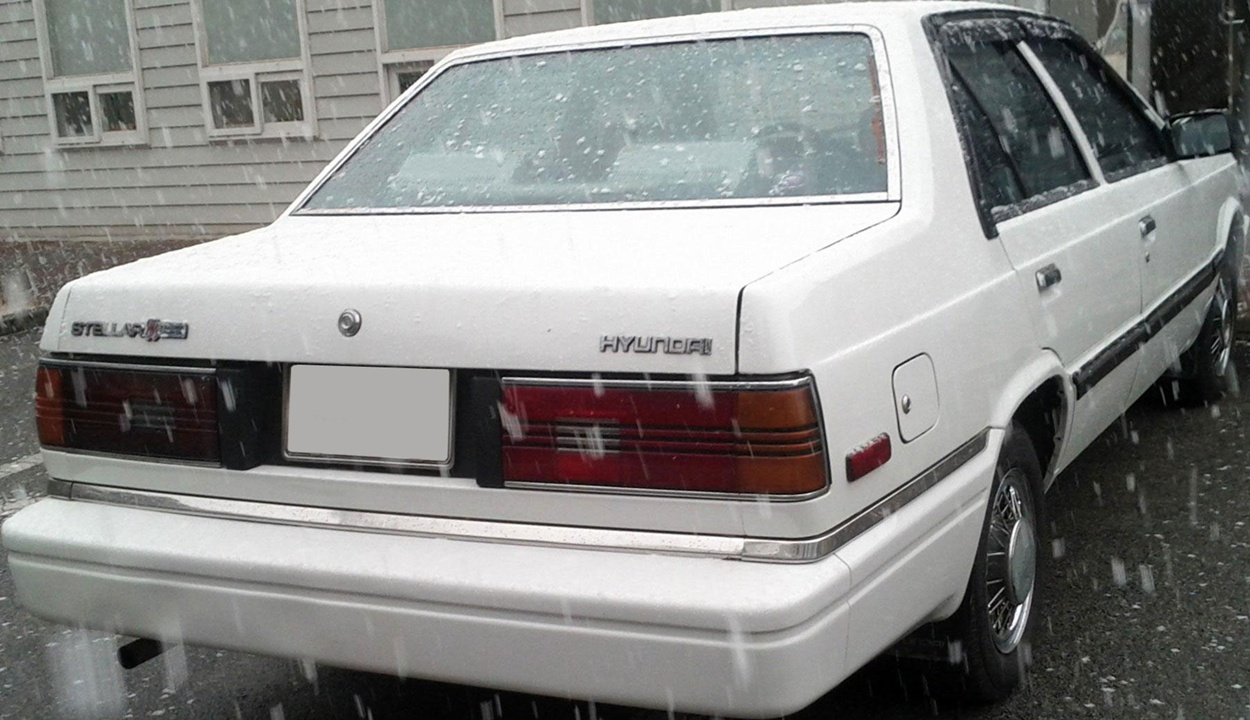
현대 스텔라 88 후측면
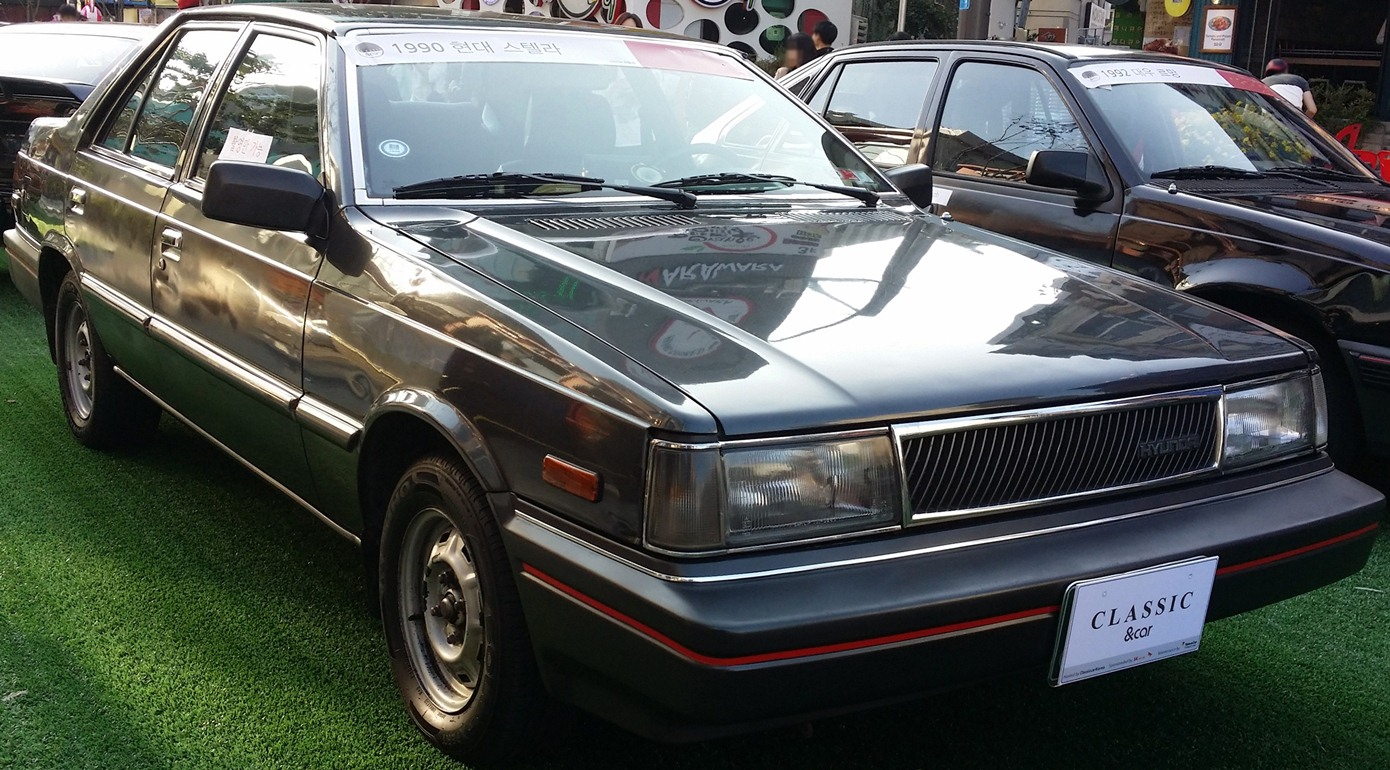
현대 스텔라 1.8i 정측면
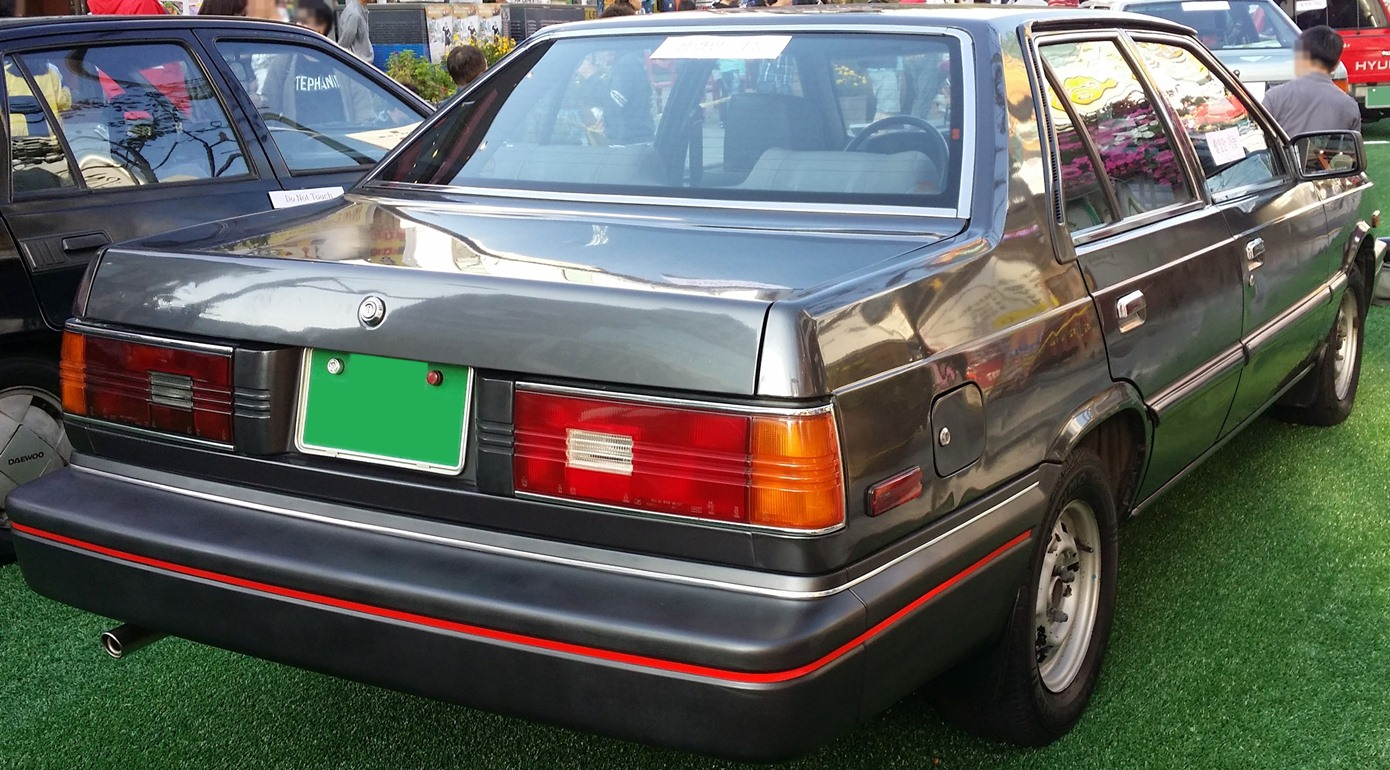
현대 스텔라 1.8i 후측면

## 라인업
- STD
- SL
- GSL
- GSC
- GL
- PRIMA E
- PRIMA
- CXL
- GX
- APEX
- GXL
- 88
- 1.8i
- 1.8 LPG(택시)
- 2.0 TX(택시)

## 제원
제원
| 구분                 | 1.4 | 1.5 | 1.6 | 1.5 PRIMA | 1.8 |
| -------------------- | --- | --- | --- | --- | --- |
| 전장 (mm)            | 4,416 | 4,416 | 4,416 | 4,429 | 4,556 |
| 전폭 (mm)            | 1,716 | 1,716 | 1,716 | 1,716 | 1,756 |
| 전고 (mm)            | 1,362 | 1,362 | 1,362 | 1,384 | 1,380 |
| 축거 (mm)            | 2,579 | 2,579 | 2,579 | 2,579 | 2,579 |
| 윤거 (전, mm)        | 1,445 | 1,445 | 1,445 | 1,445 | 1,445 |
| 윤거 (후, mm)        | 1,425 | 1,425 | 1,425 | 1,425 | 1,425 |
| 승차 정원            | 4명 | 4명 | 4명 | 4명 | 4명 |
| 변속기               | 수동 4단/수동 5단(미쓰비시 라이센스 KM119)/자동 3단(보그-워너 라이센스 03-55L)/자동 4단(보그-워너 라이센스 03-71)                                     | 수동 4단/수동 5단(미쓰비시 라이센스 KM119)/자동 3단(보그-워너 라이센스 03-55L)/자동 4단(보그-워너 라이센스 03-71)                                     | 수동 4단/수동 5단(미쓰비시 라이센스 KM119)/자동 3단(보그-워너 라이센스 03-55L)/자동 4단(보그-워너 라이센스 03-71)                                     | 수동 4단/수동 5단(미쓰비시 라이센스 KM119)/자동 3단(보그-워너 라이센스 03-55L)/자동 4단(보그-워너 라이센스 03-71)                                     | 수동 5단(미쓰비시 라이센스 KM119)/자동 4단(보그-워너 라이센스 03-71)                                                                                  |
| 조향장치             | 랙&피니언 기어 | 랙&피니언 기어 | 랙&피니언 기어 | 랙&피니언 기어 | 랙&피니언 기어 |
| 서스펜션 (전/후)     | 더블 위시본/리지드 엑슬 + 트레일링 암 + 스프링 + 안티롤바 4링크(이후 맥퍼슨 스트럿/리지드 엑슬 + 트레일링 암 + 스프링 + 펜하드 로드 + 안티롤바 5링크) | 더블 위시본/리지드 엑슬 + 트레일링 암 + 스프링 + 안티롤바 4링크(이후 맥퍼슨 스트럿/리지드 엑슬 + 트레일링 암 + 스프링 + 펜하드 로드 + 안티롤바 5링크) | 더블 위시본/리지드 엑슬 + 트레일링 암 + 스프링 + 안티롤바 4링크(이후 맥퍼슨 스트럿/리지드 엑슬 + 트레일링 암 + 스프링 + 펜하드 로드 + 안티롤바 5링크) | 더블 위시본/리지드 엑슬 + 트레일링 암 + 스프링 + 안티롤바 4링크(이후 맥퍼슨 스트럿/리지드 엑슬 + 트레일링 암 + 스프링 + 펜하드 로드 + 안티롤바 5링크) | 더블 위시본/리지드 엑슬 + 트레일링 암 + 스프링 + 안티롤바 4링크(이후 맥퍼슨 스트럿/리지드 엑슬 + 트레일링 암 + 스프링 + 펜하드 로드 + 안티롤바 5링크) |
| 브레이크 (전/후)     | 밴틸레이티드 디스크/드럼 | 밴틸레이티드 디스크/드럼 | 밴틸레이티드 디스크/드럼 | 밴틸레이티드 디스크/드럼 | 밴틸레이티드 디스크/드럼 |
| 구동방식             | 후륜 구동 | 후륜 구동 | 후륜 구동 | 후륜 구동 | 후륜 구동 |
| 연료                 | 가솔린 | 가솔린 | 가솔린 | 가솔린 | 가솔린 |
| 배기량 (cc)          | 1,439 | 1,499 | 1,597 | 1,499 | 1,796 |
| 최고 출력 (ps/rpm)   | 92/6,300 | 94/6,300 | 100/6,300 | 94/6,300 | 105/5,000 |
| 최대 토크 (kg*m/rpm) | 12.5/4,000 | 13.0/4,000 | 14.0/4,000 | 13.0/4,000 | 15.4/4,000 |
| 연비 (km/L)          | | | | | |

- 전장(mm) : 4,416(STD, SL, GSL, GSC, GL)/4,429(PRIMA E, PRIMA)/4,556(CXL, GX, APEX, 88, GXL, 1.8 i)
- 전폭(mm) : 1,716(STD, SL, GSL, CXL, PRIMA E, PRIMA, GSC, GX 1989년 이전, GL)/1,722(GX 1989년 이후, GXL, 1.8 i)1,756(APEX, 88)
- 전고(mm) : 1,362(STD, SL, GSL, CXL, PRIMA E, PRIMA, GSC)/1,380(GX, GL, APEX, 1.8 i)/1,381(88)

## 미디어 속의 스텔라

### 인물
- (故)최동원 - 부친 최윤식이 자가용으로 운전한 것이었다. 야구훈련을 하여 야구장을 도착하기 위해 생전 고인의 야구선수를 데려다 준 것이다.
- 방송인 차인태 - 1984년 9월 창간호 중 카라이프 포커스 코너의 당시 MBC 前 아나운서와 그의 가족들의 생활이다.

### 영화
- 칠수와 만수에서는 오프닝 화면에 경찰차로 나오는데, 해당 차량은 스텔라 1.6 왜건(경찰차)이다.
- 돌아이 4 - 둔버기에서도 역시 오프닝 화면에 경찰차로 2대나 나오는데, 해당 차량은 스텔라 SL 세단(경찰차)과 1.6 왜건(경찰차)이다. 특히, 1.6 왜건의 뒷모습이 아주 잠깐 제대로 나오기도 했다.
- 투캅스에서는 택시 차량 및 경찰차가 카메오로 많이 나오는데, 해당 차량은 스텔라 1.8 LPG(은색 택시)와 2.0 TX(은색 택시) 그리고 GX(경찰차)이다.
- 투캅스 2에서는 강민호 형사(박중훈 분)가 보석을 절도한 증거를 인멸 하러 갈 때 탔던 차량으로 나오는데, 해당 차량은 스텔라 2.0 TX(베이지색 택시)이다.
- 돈을 갖고 튀어라에서는 뱁새(김승우 분)의 차량으로 나오는데, 해당 차량은 스텔라 2.0 TX(은색 택시)이다.
- 햇님의 계절에서 이햇님(이경규 분)의 차량으로 나오는데, 해당 차량은 스텔라 2.0 TX(밤색)이다.

### 드라마
- 제5공화국에서는 전두환(이덕화 분) 암살범의 차량으로 나오는데, 해당 차량은 스텔라(베이지색 GX)이다.
- 제5공화국에서는 박철언(이승형 분)의 차량으로 나오는데, 해당 차량은 스텔라(흑색 APEX)이다.
- 햇님의 계절에서는 이경규 부부가 일본 도쿄여행을 떠날 때 타고가는 밤색 나오는데, 해당 차량은 스텔라 (2.0 TX 은색 택시)이다.

## 같이 보기
- 현대 아반떼
- 현대 쏘나타
- 포드 코티나